# 接受学习
接受学习（Reception Learning）指学生将教师呈现的材料作为现成的定论性的知识加以接受、内化的一种学习方式。接受学习与发现学习相对。
接受学习的历史非常悠久，且一直占据主导地位。直到20世纪，美国兴起进步主义教育运动，和布鲁纳大力提倡发现学习以后，接受学习才受到挑战。
奥苏伯尔指出，无论是接受学习还是发现学习都有可能是机械学习，也都可能是有意义学习。要成为有意义学习，取决条件是学生能否将新的知识与原有的认知结构建立实质性的联系。
奥苏贝尔在肯定布鲁纳的发现学习的同时，并不主张所有的学习都用发现法。因为发现学习花费时间太多，不宜作为获取大量教材知识的主要手段。只要结合具体经验进行讲授教学，便可弥补这些方面的不足。